# 수운교 도솔천
수운교 도솔천(水雲敎 兜率天)은 대전광역시 유성구 추목동에 있는 일제강점기의 건축물이다. 1989년 3월 18일 대전광역시의 문화재자료 제12호 수운교천단(水雲敎天壇)으로 지정되었다가, 1999년 5월 26일 대전광역시의 유형문화재 제28호로 재지정되었다. 2003년 12월 23일 '수운교도솔천(천단)(水雲敎兜率天(天壇))'으로 명칭이 변경되었다.

## 개요
수운교의 상징적인 건물로 1929년에 지어진 목조건물이다.
수운교는 동학을 일으킨 수운 최제우를 교조(敎祖)로 하여 하느님을 숭배하는 종교이다. 한때 교세가 왕성하여 서울에 본부를 두었으나 교조 문제로 천도교와 의견 차이가 생겨나고, 1923년 서울에서 천황교를 창립하고자 하였으나, 일제가 이를 허락하지 않자 이곳에서 수운교를 창립하게 되었다.
건물의 규모는 앞면 3칸·옆면 2칸이며, 지붕은 옆면에서 볼 때 여덟 팔(八)자 모양인 팔작지붕이다. 지붕 처마를 받치면서 장식을 겸하는 공포가 기둥 위 뿐만 아니라 기둥 사이에도 있는 다포양식이다. 건물의 설계는 교주 이상룡이 하고, 건축은 경복궁을 중건한 최원식 목수가 맡아서 지었다.
수운교 천단은 조선시대의 건축술을 잘 보여주고 있다.

## 현지 안내문
수운 최제우는 동학 종교인 수운교를 1923년에 창건하였다. 도솔천단은 교주 수운천사출룡자의 지시에 의하여 1929년 건설하였다. 이 천단은 하날님을 숭배하는 곳으로 도솔천이라 현판하였다. 건축은 경복궁을 중건한 도편수 최원식이 맡았다. 앞면 3칸, 옆면 2칸의 팔작지붕이다. 경내에는 광덕문 종각 등이 있다.

## 같이 보기
- 수운교
- 최제우

## 참고 자료
- 수운교도솔천 - 국가유산청 국가유산포털